# Linea Keiō Dōbutsuen
La linea Keiō Dōbutsuen (京王動物園線?, Keiō-Dōbutsuen-sen) è una breve diramazione di 2 km che si distacca dalla linea Keiō alla stazione di Takahatafudō per unirla alla stazione di Tama-Dōbutsukōen, dove si trova lo Zoo di Tama. La linea si trova interamente nella città di Hino, in Giappone. La linea è interamente a binario singolo ed elettrificata.

## Stazioni
Sia il servizio locale che quello espresso fermano in tutte le stazioni.
| Numero | Stazione         | Giapponese | Distanza | Collegamenti                     | Posizione   |
| ------ | ---------------- | ---------- | -------- | -------------------------------- | ----------- |
|        | Takahatafudō     | 高幡不動   | 0.0      | Linea Keiō Monorotaia Tama Toshi | Hino, Tokyo |
|        | Tama-Dōbutsukōen | 多摩動物園 | 2.0      | Monorotaia Tama Toshi            | Hino, Tokyo |